# Venerando (general de Dagoberto)
Venerando (em latim: Venerandus) foi um general franco do século VII, ativo no Reino Merovíngio durante o reinado de Dagoberto I (r. 629–634).

## Vida
Venerando aparece em 631, quando liderou com Abundâncio um exército reunido por Dagoberto em Tolosa para acompanhar Sisenando para Saragoça. Eles retornaram à Gália após a coroação de Sisenando em 26 de março de 631 carregados de presentes. Depois, Venerando e Amalgário foram enviados a Sisenando por Dagoberto numa embaixada para coletar a recompensa prometida a Dagoberto por seu apoio (um prato de ouro gigante), mas o prato foi levado dos emissários por um grupo de visigodos que se recusaram a entregá-lo.